# Crematogaster arizonensis
Crematogaster arizonensis är en myrart som beskrevs av Wheeler 1908. Crematogaster arizonensis ingår i släktet Crematogaster och familjen myror. Inga underarter finns listade i Catalogue of Life.